# Häxprocessen i Polula
Häxprocessen i Polula ägde rum på godset Polula i Estland 1542. Det var den första större häxprocess som ägde rum i Baltikum. Den ledde till avrättningen av fem, kanske sex personer.
Godsägaren Johann Meckes anklagade sin fru Anna Zoyge för att ha dödat hans far och gjort honom själv sjuk med hjälp av gift. Under denna tid associerades förgiftning, veneficium, ofta med trolldom. De baltiska godsägarna hade domvärjo på sina gods, och Meckes lät arrestera och förhöra sin fru. Hon pekade ut pigan Anna och en gammal kvinna vid namn Margrete för att ha blandat giftet åt henne, som båda greps och underkastades förhör. Själv flydde Anna Zoyge sedan till sin bror Johann Zoyge i Haljala. Pigan Anna och Margrete uppgav under förhör att Anna Zoyge inte bara hade velat förgifta sin make och svärfar utan också velat få Jürgen Maidell att bli förälskad i sig med hjälp av trolldom. Margrete hade läst tre besvärjelser över giftet, som blivit gift då hon blåst tre gånger över saltet, och sedan skickat det giftiga saltet till Zoyge med pigan Anna som budbärare; pigan hade också vidarebefordrat alla instruktioner, som att saltet skulle strös under offrets fötter. Hon uppgav att om man åt det skulle offrets kropp fyllas med paddor och ormar.
Under den följande rättegången dömdes Margrete, pigan Anna och deras medbrottslingar - en mjölnare och en herde och dennes fru – alla till avrättning genom bränning på bål. Anna Zoyge själv dömdes i sin frånvaro till förvisning. När hon två år senare återvände till församlingen, greps hon och dömdes till döden. Det är okänt om domen verkställdes.
Häxprocessen i Polula var den första större häxprocess som utfördes i Baltikum, där den första häxprocessen ägde rum 1527 och häxprocesser i fortsättningen normalt endast hade en eller två åtalade och sällan fler än fyra. Med sällsynta undantag, så som häxprocessen i Paide 1615, där nio personer brändes, kvarstod den som en av de största i Baltikum. I följande häxprocesser var förgiftning med hjälp av förtrollad mat eller dryck den vanligaste anklagelsen, där det ofta sades att giftet skulle fylla offrets kropp med maskar och paddor.